# Liste des évêques de Parme

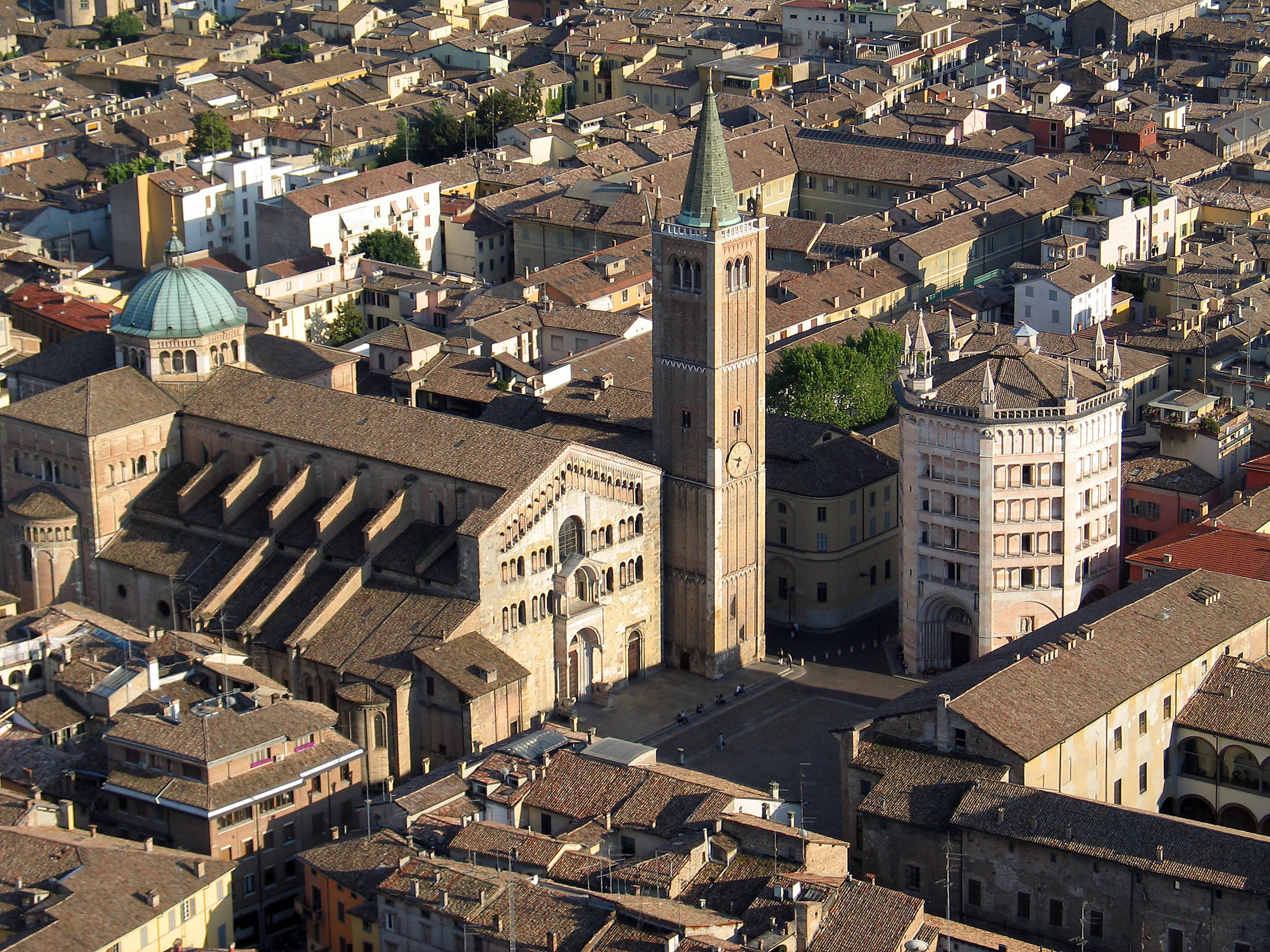
La cathédrale et le baptistère de Parme

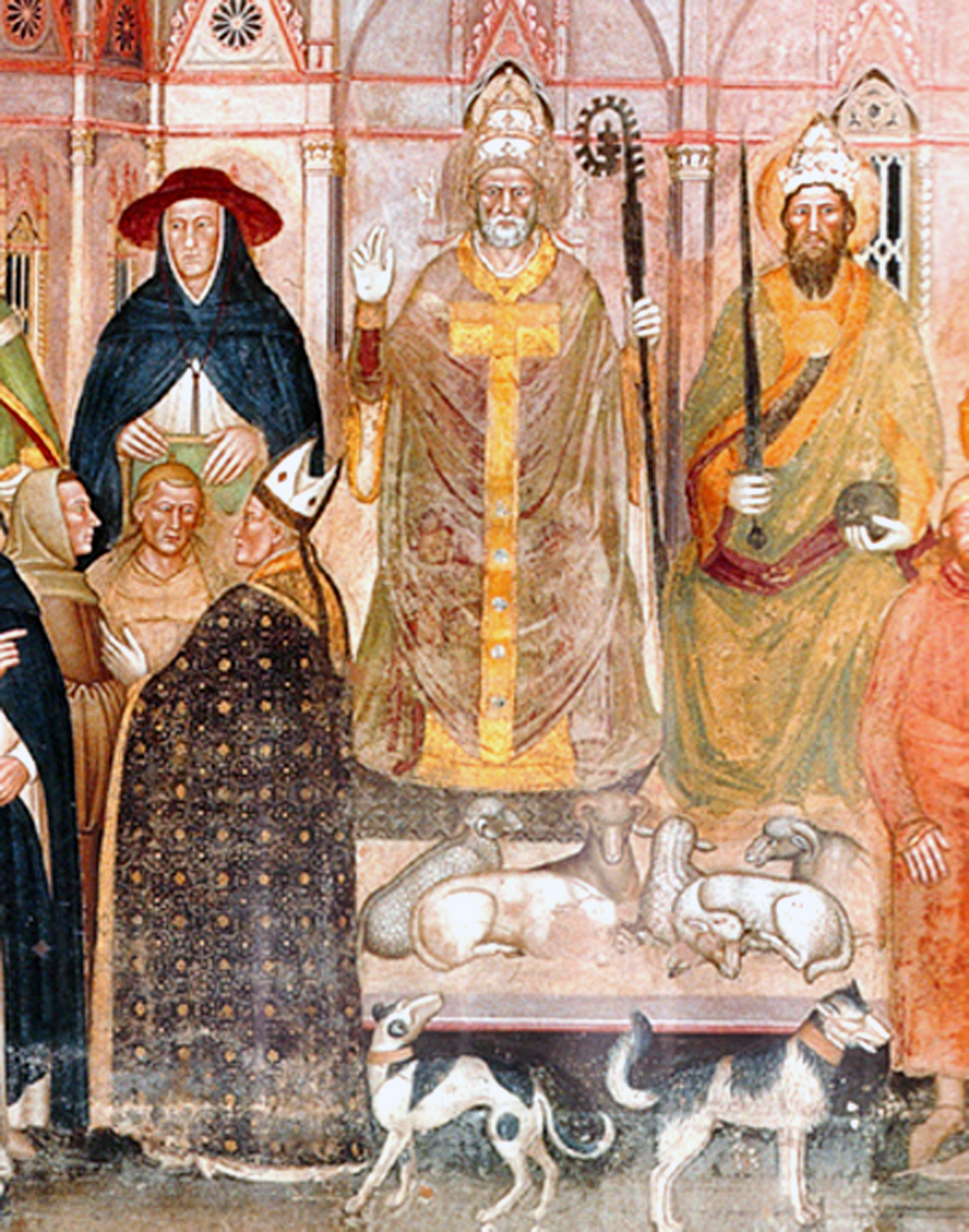
Simone Saltarelli, sur la fresque de la Chapelle des Espagnols, est représenté aux pieds d'Innocent VI, en train d'admonester Guillaume d'Occam et Michele da Cesena, général des franciscains. À gauche et à droite du pape se trouvent le cardinal Albornoz et Charles IV de Luxembourg

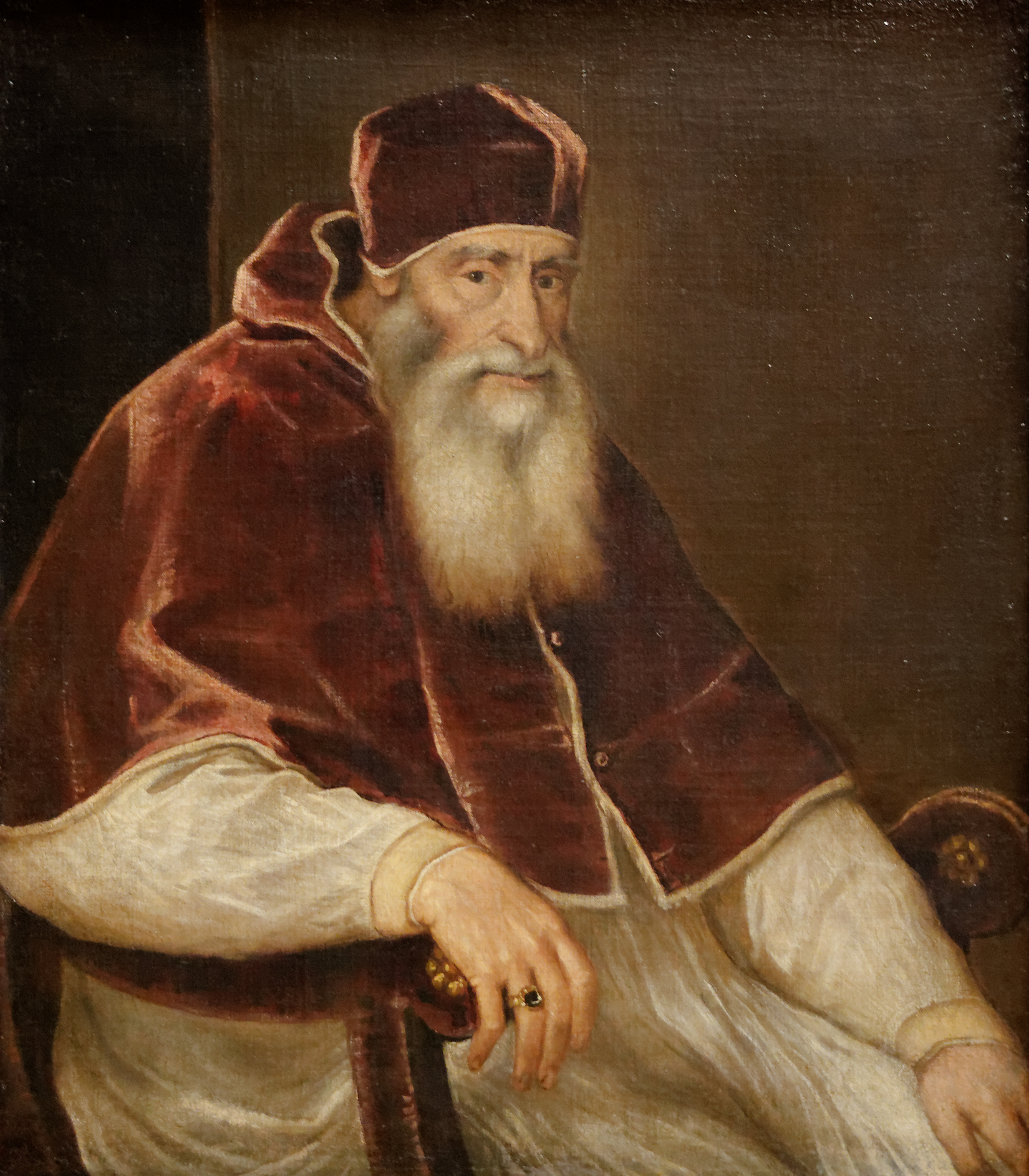
Alexandre Farnèse (Pape Paul III)
Évêque de Parme de 1509 à 1534

Le diocèse de Parme fait partie de la région ecclésiastique de l'Émilie-Romagne. Son histoire remonte au IVe siècle.
Liste des évêques de Parme :
1. Urbano (attesté de 378 à 382)
2. Grazioso (attesté vers 680)
3. Lamberto (827 - 835)
4. Guibodo (ou Wibodo) (855 - 895)
5. Elbungo (896 - 916)
6. Aicardo ((916 (ou 920) - 927 (ou 926))
7. Sigefredo Ier (927 (ou 926) - 945 (ou 946))
8. Aldeodato Ier (945 - 960 (ou 952))
9. Oberto (960 - 980)
10. Sigefredo II (981 - 1015)
11. Enrico (1015 - 1027)
12. Ugo (1027 - 1044)
13. Pierre Cadalus (1045–1073)
14. Everardo (1072 - 1085)
15. Wido (1085 (?) - 1104)
16. Bernardo degli Uberti (1106 - 1133)
17. Alberto (1133 - 1135)
18. Lanfranco (1139 - ?)
19. Aicardo da Cornazzano (1162 - 1170)
20. Bernardo II (attesté en 1186)
21. Alberto Sanvitale ( - 1257)
22. Obizzo Sanvitale (it) (1257 - 1295), nommé archevêque de Ravenne[1]
23. Giovanni di Castell'Arquato (1295 - 1299)[2]
24. Goffredo da Vezzano (Giffredo) (1299 - 1300)[3]
25. Papiniano della Rovere (1300 - 1316)
26. Simone Saltarelli (7 septembre 1316 - 1322)
27. Ugolino Rossi (6 juin 1323 - 28 avril 1377 décès)
28. Beltrando da Borsano (8 janvier 1379 - vers 1380)
29. Giovanni Rusconi (1383 ? - septembre 1412 décès)
30. Bernardo Pace, O.F.M. (1412 - 11 juillet 1425 décès)
31. Delfino della Pergola (24 août 1425 - 24 septembre 1463 nommé évêque de Modène)
32. Giovanni Antonio della Torre (24 septembre 1463 - 15 janvier 1476 nommé évêque de Crémone)
33. Sagramoro Sagramori (15 janvier 1476 - 25 août 1482)
34. Giovanni Giacomo Schiaffinati (1482-1497)
35. Giovanni Antonio San Giorgio (1500 - 22 décembre 1505)
36. Alexandre Farnèse (28 mars 1509 - 13 octobre 1534)
37. Alexandre Farnèse (1er novembre 1534 - 13 août 1535)
38. Guido Ascanio Sforza di Santa Fiora (13 août 1535 - 26 avril 1560)
39. Alessandro Sforza (1560-1573)
40. Ferdinando Farnese (30 mars 1573 - 1606)
41. Papirio Picedi (30 août 1606 - 4 mars 1614)
42. Camillo Marazzani (1711 - 1760)
43. Francesco Pettorelli Lalatta (1760–1788)
44. Diodato Turchi OFMCap (1788–1803)
45. Carlo Francesco Maria Caselli (28 mai 1804 - 19 avril 1828)
46. Remigio Crescini (23 juin 1828 - 20 juillet 1830)
47. Giovanni Neuschel (1843 - 1848)
48. Domenico Maria Villa (it) (1872 - 1882)
49. Giovanni Andrea Miotti (25 septembre 1882 - 1893)
50. Francesco Magani (1893 - 1907)
51. Guido Maria Conforti (12 décembre 1907 - 5 novembre 1931)
52. Evasio Colli (7 mai 1932 - 14 mars 1971)
53. Amilcare Pasini (it) (31 décembre 1965 - 30 novembre 1981), démission pour raisons de santé
54. Benito Cocchi (it) (22 mai 1982 - 12 avril 1996) nommé archevêque de Modène
55. Silvio Cesare Bonicelli (13 décembre 1996 - 2008)
56. Enrico Solmi (it), (19 janvier 2008)